# Freddy's Dead: The Final Nightmare
Freddy's Dead: The Final Nightmare (Pesadilla final: La muerte de Freddy en España, Pesadilla 6: La muerte de Freddy en Argentina y La muerte de Freddy: la pesadilla final en México) es la sexta entrega de la franquicia A Nightmare on Elm Street.
La película es dirigida por Rachel Talalay, productora de las anteriores películas de A Nightmare on Elm Street, la cinta pretende ser el final de la saga matando de una vez por todas a su antagonista principal Freddy Krueger.

## Argumento
Freddy Krueger ha logrado matar a todos los niños de Springwood, Ohio, excepto a un adolescente. El último adolescente tras los asesinatos y suicidios que arrasaron con todos los menores de Springwood, es intimidado por Freddy Krueger en sus sueños, en los que usa su mayor miedo (las alturas) para transformar sus sueños en pesadillas y sacarlo de la ciudad.
El muchacho termina amnésico en un albergue juvenil y siendo llamado John Doe por la policía, en el albergue conocerá a tres jóvenes (Spencer, Carlos y Tracy) y a una psicóloga, Maggie, que le ayudará a recordar de dónde viene. La psicóloga, investigando con John, comienza a saber de Freddy por boca del joven y decide ir hasta Springwood para averiguar algo más. Una vez allí, los cuatro jóvenes y la psicóloga descubren que no hay niños en el pueblo y que los adultos perdieron la razón tiempo atrás creyendo que sus niños y adolescentes aún siguen entre ellos. Spencer, Carlos y Tracy, tras ser descubiertos por la psicóloga, deciden marcharse de allí, pero se pierden y terminan entrando en una casa abandonada, en la que vivió Freddy. Mientras, Maggie y John, siguen investigando acerca del asesino, ya que adoptan la hipótesis de que John es el hijo perdido de Krueger y por eso no lo ha matado.
Spencer y Carlos morirán dentro de la casa, mostrándose las muertes en escenas bastante duraderas. Carlos es el primero en morir de forma dolorosa cuando Freddy hace explotar sus oídos. Luego sigue Spencer, que luego de dormirse en un sofá mientras fumaba aparece dentro de un videojuego donde Freddy es el villano y lo lanza hacia un abismo. Maggie y John llegarán a tiempo para llevarse a Tracy de allí. Pero por el camino de vuelta, muere John en los brazos de Maggie, antes de revelarle a ella que el hijo de Krueger es en realidad la hija.
Luego de que Tracy y la doctora se dan cuenta de que Freddy las perseguirá hasta el fin, consiguen ayuda de otro psicólogo colega de Maggie, que ayudara a vencer a este monstruo. Tracy es acechada en sus sueños, a través de su fallecido padre. Por su parte, la psicóloga descubre en los suyos que, en realidad, es ella misma la hija de Krueger. Se enfrentará a su padre y lo vencerá, liberando los tres demonios del sueño que lo dotan de las habilidades asesinas.

## Reparto
- Robert Englund ... Freddy Krueger
- Lisa Zane ... Maggie Burroughs
- Shon Greenblatt ... John Doe
- Lezlie Deane ... Tracy
- Ricky Dean Logan ... Carlos
- Breckin Meyer ... Spencer Lewis
- Yaphet Kotto ... Doc
- Tobe Sexton ... Freddy Krueger (adolescente)
- Cassandra Rachel Freil ... Maggie/Kathryn Krueger (niña)
- Linsday Fields ... Loretta Krueger
- Johnny Depp ... Chico en TV (cameo)
- Tom Arnold ... Hombre sin hijos
- Roseanne Barr ... Ethel
- Alice Cooper ... Edward Underwood
- Elinor Donahue ... Mujer en orfanato

## Guion original
En el guion original la actriz Lisa Wilcox iba a interpretar a Alice Johnson una vez más, en este caso siendo asesinada en el principio de la película por Freddy Krueger y posterior a ese acontecimiento su hijo adolescente Jacob se vengaría y destruiría a Freddy una vez más.
Pero el guion final no hace mención ni de Alice, Jacob, su padre, ni de Ivonne, dejando sus futuros inconclusos.

## Saga cinematográfica
- A Nightmare on Elm Street (1984). Dirigida por Wes Craven.
- A Nightmare on Elm Street Part 2: Freddy's Revenge (1985). Dirigida por Jack Sholder.
- A Nightmare on Elm Street 3: Dream Warriors (1987). Dirigida por Chuck Russel.
- A Nightmare on Elm Street 4: The Dream Master (1988). Dirigida por Renny Harlin.
- A Nightmare on Elm Street 5: The Dream Child (1989). Dirigida por Stephen Hopkins.
- Freddy's Dead: The Final Nightmare (1991). Dirigida por Rachel Talalay.
- Wes Craven's New Nightmare (1994). Dirigida por Wes Craven.
- Freddy vs. Jason (2003). Dirigida por Ronni Yu.
- A Nightmare on Elm Street (2010). Dirigida por Samuel Bayer.